# Marc Bertran i Vilanova
Marc Bertran i Vilanova (La Pobla de Segur, 22 de maig del 1982) és un exfutbolista professional català, que ocupava la posició de defensa, concretament lateral dret. Ha estat internacional amb la selecció espanyola sub-21.

## Carrera esportiva
Es va formar al planter del Club de Futbol Pobla de Segur. Posteriorment, va marxar al planter del RCD Espanyol, on va debutar a Primera divisió amb els pericos la temporada 01/02. Durant les dues campanyes següents no jugà gaire amb l'Espanyol, que el va cedir al Córdoba CF, de Segona Divisió, la temporada 04/05.
Sense continuïtat a l'Espanyol, l'estiu del 2005 fitxa pel Cadis CF, amb qui jugà només un partit abans de marxar a la Lorca Deportiva en el mercat d'hivern. A l'any següent s'incorpora al planter del CD Tenerife. Al quadre canari aconsegueix la titularitat; va jugar 35 partits la temporada 08/09, que culminava amb l'ascens del CD Tenerife a la màxima categoria.
Al juny del 2011 va fitxar pel CA Osasuna.
Actualment és assessor patrimonial especialitzat en jugadors de futbol.